# Одиничний круг
Одиничний круг — круг радіуса 1 на евклідовій площині (розглядається зазвичай на комплексній площині); «Ідіоматична» область в комплексному аналізі.

## Означення
Одиничний круг — відкрита підмножина комплексної площини, що задається нерівністю
{\displaystyle |z|<1} или (что то же самое), {\displaystyle z{\bar {z}}<1}.
У дійсних координатах {\displaystyle x+iy=z} нерівність виглядає як:
{\displaystyle x^{2}+y^{2}<1}.
Круг зв'язний і однозв'язний (наприклад, в силу опуклості). Межею одиничного круга є одиничне коло.
Одиничний круг зазвичай позначається як {\displaystyle \Delta } або {\displaystyle D}.